# Байрамалибекова, Марьям Теймур кызы
Марьям Теймур-бек кызы Байрамалибекова (азерб. Məryəm Teymur bəy qızı Bayraməlibəyova) (1898, Ленкорань — 1987, Баку) — азербайджанская общественная деятельница и феминистка.

## Ранние годы
Марьям Байрамалибекова была дочерью азербайджанского историка и журналиста Теймура Байрамалибекова и его жены Ширин (урождённая Талышинская). У Марьям было русское образование. Она перевела на азербайджанский язык ряд произведений классических русских писателей и прославилась продвижением западной культуры в Ленкорани и соседних регионах. В 1906 году Марьям Байрамалибекова была принята в  Александринское женское русско-мусульманское училище в Баку, а через 7 лет — в среднюю школу-интернат Святой Нины. В 1917 году она с отличием окончила школу и была принята на медицинский факультет Московского государственного университета. Однако после Октябрьской революции, будучи дочерью литератора из высшего среднего класса, Байрамалибекова сочла свою жизнь находящейся в опасности и вернулась в Ленкорань (в конце концов ей удалось получить высшее образование, получив степень бакалавра права с отличием в Бакинском государственном университете в 1931 году). В 1917 году она с помощью Теймура Байрамалибекова учредила в родном городе первую во всём уезде женскую светскую школу (под названием Унс) и стала её первой директрисой. Байрамалибековы посетили многие семьи в Ленкорани, призывая их отправить своих дочерей в Унс. Курсы велись на русском языке. В целях популяризации искусства Марьям Байрамалибекова организовала в школе драматический, хоровой и музыкальный кружки, что, по-видимому, имело успех, поскольку двое её учениц впоследствии стали известными азербайджанскими актрисами, а одна — известной исполнительницей мугама. В 1919 году Байрамалибекова основала Ленкоранское женское благотворительное общество.

## Личная жизнь
В период политической нестабильности в Ленкоранском уезде Марьям Байрамалибекова направила письмо назначенному Азербайджанской Демократической Республикой Ленкоранскому генерал-губернатору Джаваду Мелик-Еганову с просьбой защитить школу от бойцов проденикинской армии. Во время посещения школы Мелик-Еганов и Байрамалибекова познакомились лично и, несмотря на 20-летнюю разницу в возрасте, в 1920 году поженились и родили трёх дочерей: Азеру, Талию и Асиман.

## Жизнь в Советском Азербайджане
В 1925 году, через четыре года после переезда в Баку, Марьям Байрамалибекова (тогда директриса бакинской средней школы) была избрана представлять Азербайджан на 1 Всесоюзном учительском съезде. Изучая право в Бакинском государственном университете, она также переводила произведения азербайджанских поэтов на русский язык. 

### В годы сталинских репрессий
В 1933 году муж Байрамалибековой был арестован по подозрению в связях с партией «Мусават» (правившая политическая партия Азербайджанской Демократической Республики в 1918—1920 годах), и больше семья его не видела. Пять лет спустя по тому же обвинению была арестована и сама Байрамалибекова, хотя официально она никогда не принадлежала к «Мусават». Она была вынуждена бросить своих детей, за которыми стала присматривать их бабушка. Марьям отправили в ссылку в исправительный лагерь в Архангельске, где она выполняла тяжёлую физическую работу; однако благодаря своему образованию была повышена до должности бухгалтера. Когда в начале 1940-х годов она начала терять зрение, её отправили в Бутырскую тюрьму в Москве под предлогом оказания медицинской помощи в связи с состоянием. Помощь так и не была оказана, и вскоре её отправили обратно в Архангельск, а затем в Караганду, Казахстан. В 1948 году, отбыв срок, Марьям Байрамалибекова, уже практически ослепшая, вернулась в Азербайджан, но уже не смогла продолжить свою общественную работу. В 1956 году она была официально реабилитирована, а в 1964 году получила государственную пенсию.